# في العشرينيات للمرة الثانية (مسلسل)
في العشرينيات للمرة الثانية (باللغة الكورية 두번째 스무살) (بالإنجليزية: "Second Time Twenty Years Old")‏، و(بالعربية:في العشرينيات للمرة الثانية) ويعرف أيضا باسم عشرينتي الثانية (بالإنجليزية: My Second 20s)‏، مسلسل تلفزيوني رومانسي، كوميدي، كوري. بدأ عرضه في 28 أغسطس 2015.

## القصة
تتحدث دراما "Second Time Twenty Years Old" عن "Ha No Ra" وهي ربة بيت تبلغ من العمر 38 سنة. تقرر فجأة أن تعود للدراسة وعيش حياة الجامعة لأول مرة. حيث أنها أصبحت ربة بيت بعد زواجها وأصبحت أم وهي في 19 سنة من العمر. إبنها "Kim Min Soo" الذي يبلغ الآن 20 سنة رفقة صديقته "Oh Hye Mi" سيكونان رفيقان لـ"Ha No Ra" في الجامعة. بينما زوجها "Kim Woo Chul" وحبها الأول "Cha Hyun Suk" هما مدرسان بنفس الجامعة.

## البطولة
- Choi Ji-Woo : في دور Ha No-Ra
- Lee Sang-Yoon : في دور Cha Hyun-Seok
- Choi Won-Young : في دور Kim Woo-Cheol
- Kim Min-Jae : في دور Kim Min-Soo
- Son Na-Eun : في دور Oh Hye-Mi
- Choi Yoon-So : في دور Shin Sang-Ye
- Park Hyo-Joo : في دور Kim Yi-Jin
- Jung Soo-Young : في دور Ra Yoon-Young

## روابط خارجية
- في العشرينيات للمرة الثانية على موقع IMDb (الإنجليزية)
- في العشرينيات للمرة الثانية على موقع نتفليكس (الإنجليزية)
- في العشرينيات للمرة الثانية على موقع ليتربوكسد (الإنجليزية)
- في العشرينيات للمرة الثانية على موقع كينوبويسك (الروسية)
- في العشرينيات للمرة الثانية على موقع قاعدة بيانات الفيلم (الإنجليزية)